# 古瓦吉考
古瓦吉考（法語：Gouadji Kao），是馬里的城鎮，位於該國南部，由錫卡索區的庫蒂亞拉省負責管轄，面積150平方公里，海拔高度303米，2009年人口10,579，人口密度每平方公里71人。